# Karl Hauwede
Karl Hauwede (* 27. August 1860 in Allerstedt; † 17. März 1937 in Ilmenau) war Landtagsabgeordneter der SPD im Landtag von Sachsen-Weimar. 
Karl Hauwede war Kleinhändler in Ilmenau. Seit 1887 gehörte er dort zu den führenden Funktionären in der SPD. Von 1908 bis 1918 war er dort Stadtverordneter, zuletzt stellvertretender Stadtverordnetenvorsteher. 
1906 wurde er erstmals Mitglied des Landtages von Sachsen-Weimar. Dieses Amt bekleidete er bis zum Jahre 1918. Für die SPD nahm er 1906 am Parteitag in Manheim als Parteitagsdelegierter teil. 
1908 war Hauwege Gründungsmitglied der Kleingartenanlage Sonnenbad Ilmenau. Dort war er 31 Jahre lang Vorsitzender und musste 1933 auf Druck der Nationalsozialisten sein Amt abgeben. Trotz dieses Druckes ernannten ihn die Mitglieder des Vereines zum Ehrenvorsitzenden. Bis zu seinem Tode behielt er dieses Amt.